# Campionato Italiano Gran Turismo 2024
La stagione 2024 del Campionato Italiano Gran Turismo è la ventiduesima edizione del campionato organizzato dall'ACI. La competizione era suddivisa in una serie Sprint, che prevede due gare per weekend della durata di 50 minuti + 1 giro ciascuna ed equipaggi di due piloti, e in una serie Endurance, che prevede invece una gara per weekend della durata di 3 ore ed equipaggi di due o tre piloti. La serie Sprint è iniziata il 4 maggio a Misano Adriatico e si concluderà il 6 ottobre a Monza, mentre la serie Endurance inizierà il 16 giugno a Vallelunga e terminerà il 27 ottobre a Monza.

## Novità
La serie Endurance prevede da quest'anno gare di 3 ore, contro le 2 delle stagioni precedenti. Le vetture GT Cup sono inoltre divise in due categorie: la 1ª Divisione, comprendente Ferrari 488 Challenge e Lamborghini Huracán Super Trofeo, e la 2ª Divisione, riservata alle Porsche 991 e alle Porsche 992.
Cambia anche il sistema di punteggio: un punto supplementare viene assegnato all'equipaggio che fa segnare il miglior tempo nelle qualifiche e a quello che fa registrare il giro più veloce in gara.

## Calendario

### Sprint
| Gara | Gara | Circuito                              | Data      | Supporto                                                                            |
| ---- | ---- | ------------------------------------- | --------- | ----------------------------------------------------------------------------------- |
| 1    | G1   | Misano World Circuit Marco Simoncelli | 4 maggio  | Campionato italiano F4 TCR Italy Porsche Carrera Cup Italia Mini Challenge          |
| 1    | G2   | Misano World Circuit Marco Simoncelli | 5 maggio  | Campionato italiano F4 TCR Italy Porsche Carrera Cup Italia Mini Challenge          |
| 2    | G3   | Autodromo Enzo e Dino Ferrari         | 1º giugno | Campionato italiano F4 Porsche Carrera Cup Italia Mini Challenge Zinox F2000 Trophy |
| 2    | G4   | Autodromo Enzo e Dino Ferrari         | 2 giugno  | Campionato italiano F4 Porsche Carrera Cup Italia Mini Challenge Zinox F2000 Trophy |
| 3    | G5   | Autodromo internazionale del Mugello  | 24 agosto |                                                                                     |
| 3    | G6   | Autodromo internazionale del Mugello  | 25 agosto |                                                                                     |
| 4    | G7   | Autodromo nazionale di Monza          | 5 ottobre |                                                                                     |
| 4    | G8   | Autodromo nazionale di Monza          | 6 ottobre |                                                                                     |

### Endurance
| Gara | Circuito                             | Data        | Supporto |
| ---- | ------------------------------------ | ----------- | -------- |
| 1    | Autodromo di Vallelunga              | 16 giugno   |          |
| 2    | Autodromo internazionale del Mugello | 14 luglio   |          |
| 3    | Autodromo Enzo e Dino Ferrari        | 8 settembre |          |
| 4    | Autodromo nazionale di Monza         | 27 ottobre  |          |

## Scuderie e piloti

### Sprint
| Classe GT3                   | Classe GT3                    | Classe GT3 | Classe GT3                | Classe GT3 | Classe GT3 |
| Scuderia                     | Vettura                       | #          | Pilota                    | Classe     | Gare       |
| ---------------------------- | ----------------------------- | ---------- | ------------------------- | ---------- | ---------- |
| Pellin Racing                | Ferrari 488 GT3               | 3          | Thor Haugen               | PA         | 2          |
| Pellin Racing                | Ferrari 488 GT3               | 3          | Paolo Ruberti             | PA         | 2          |
| L&A Infinity                 | Aston Martin Vantage AMR GT3  | 5          | William Alatalo           | P          | 1-         |
| L&A Infinity                 | Aston Martin Vantage AMR GT3  | 5          | Mattia Di Giusto          | P          | 1-         |
| BMW Ceccato Racing           | BMW G82 M4                    | 7          | Max Hesse                 | P          | 1          |
| BMW Ceccato Racing           | BMW G82 M4                    | 7          | Jens Klingmann            | P          | 1-         |
| BMW Ceccato Racing           | BMW G82 M4                    | 7          | Jake Dennis               | P          | 2          |
| BMW Ceccato Racing           | BMW G82 M4                    | 8          | Pedro Carvalho Ebrahim    | PA         | 1-         |
| BMW Ceccato Racing           | BMW G82 M4                    | 8          | Federico Malvestiti       | PA         | 1-         |
| Tresor Audi Sport Italia     | Audi R8 LMS                   | 12         | Pietro Delli Guanti       | P          | 1-         |
| Tresor Audi Sport Italia     | Audi R8 LMS                   | 12         | Rocco Mazzola             | P          | 1-         |
| Tresor Audi Sport Italia     | Audi R8 LMS                   | 99         | Andrea Cola               | P          | 1          |
| Tresor Audi Sport Italia     | Audi R8 LMS                   | 99         | Leonardo Moncini          | P          | 1          |
| AKM Motorsport               | Mercedes-Benz AMG GT3         | 16         | Raúl Guzmán               | PA         | 1          |
| AKM Motorsport               | Mercedes-Benz AMG GT3         | 16         | Gustavo Sandrucci         | PA         | 1-         |
| AKM Motorsport               | Mercedes-Benz AMG GT3         | 16         | Finn Wiebelhaus           | PA         | 2          |
| AKM Motorsport               | Mercedes-Benz AMG GT3         | 61         | Glenn McGee               | AM         | 1-         |
| AKM Motorsport               | Mercedes-Benz AMG GT3         | 61         | Anthony McIntosh          | AM         | 1-         |
| Vincenzo Sospiri Racing      | Lamborghini Huracán GT3 Evo 2 | 19         | Riccardo Cazzaniga        | P          | 1-         |
| Vincenzo Sospiri Racing      | Lamborghini Huracán GT3 Evo 2 | 19         | Alberto Di Folco          | P          | 1-         |
| Vincenzo Sospiri Racing      | Lamborghini Huracán GT3 Evo 2 | 63         | Baptiste Moulin           | PA         | 1-         |
| Vincenzo Sospiri Racing      | Lamborghini Huracán GT3 Evo 2 | 63         | Alessandro Fabi           | PA         | 1-         |
| Vincenzo Sospiri Racing      | Lamborghini Huracán GT3 Evo 2 | 66         | Mattia Michelotto         | P          | 1-         |
| Vincenzo Sospiri Racing      | Lamborghini Huracán GT3 Evo 2 | 66         | Gilles Stadsbader         | P          | 1-         |
| Easy Race                    | Ferrari 296 GT3               | 22         | Thomas Biagi              | P          | 1          |
| Easy Race                    | Ferrari 296 GT3               | 22         | Enzo Trulli               | P          | 1          |
| Easy Race                    | Ferrari 296 GT3               | 22         | Enzo Trulli               | PA         | 2          |
| Easy Race                    | Ferrari 296 GT3               | 22         | Lorenzo Bontempelli       | PA         | 2          |
| Best Lap                     | Ferrari 488 GT3               | 23         | Luigi Coluccio            | PA         | 1-         |
| Best Lap                     | Ferrari 488 GT3               | 23         | Vito Postiglione          | PA         | 1-         |
| Nova Race                    | Honda NSX Acura GT3           | 28         | Vincenzo Scarpetta        | PA         | 1-         |
| Nova Race                    | Honda NSX Acura GT3           | 28         | Mattia Simonini           | PA         | 1-         |
| Nova Race                    | Honda NSX Acura GT3           | 55         | Filippo Berto             | AM         | 1-         |
| Nova Race                    | Honda NSX Acura GT3           | 55         | Felice Jelmini            | AM         | 1-         |
| Nova Race                    | Honda NSX Acura GT3           | 77         | Massimo Ciglia            | AM         | 1-         |
| Nova Race                    | Honda NSX Acura GT3           | 77         | Luca Magnoni              | AM         | 1-         |
| Ebimotors                    | Porsche 911 GT3 R (992)       | 44         | Alessandro Baccani        | AM         | 1-         |
| Ebimotors                    | Porsche 911 GT3 R (992)       | 44         | Paolo Venerosi Pesciolini | AM         | 1-         |
| AF Corse                     | Ferrari 296 GT3               | 52         | Jasin Ferati              | P          | 1          |
| AF Corse                     | Ferrari 296 GT3               | 52         | Luka Nurmi                | P          | 1-         |
| AF Corse                     | Ferrari 296 GT3               | 52         | Konsta Lappalainen        | P          | 2          |
| AF Corse                     | Ferrari 296 GT3               | 88         | Timur Boguslavskij        | P          | 1          |
| AF Corse                     | Ferrari 296 GT3               | 88         | Daniele Di Amato          | P          | 1          |
| Imperiale Racing             | Lamborghini Huracán GT3 Evo 2 | 54         | Giuseppe Fascicolo        | PA         | 1-         |
| Imperiale Racing             | Lamborghini Huracán GT3 Evo 2 | 54         | Robin Rogalski            | PA         | 1-         |
| Imperiale Racing             | Lamborghini Huracán GT3 Evo 2 | 85         | Jack Bartholomew          | PA         | 1-         |
| Imperiale Racing             | Lamborghini Huracán GT3 Evo 2 | 85         | Philippe Denes            | PA         | 1-         |
| Rossocorsa Racing            | Ferrari 296 GT3               | 74         | Samuele Buttarelli        | AM         | 1-         |
| Rossocorsa Racing            | Ferrari 296 GT3               | 74         | Stefano Marazzi           | AM         | 1-         |
| Double TT Racing             | Ferrari 488 GT3               | 75         | Leonardo Colavita         | PA         | 1-         |
| Double TT Racing             | Ferrari 488 GT3               | 75         | Giorgio Maggi             | PA         | 1-         |
| Fach Auto Tech               | Porsche 911 GT3 R (992)       | 97         | Dustin Blattner           | PA         | 1          |
| Fach Auto Tech               | Porsche 911 GT3 R (992)       | 97         | Dennis Marschall          | PA         | 1          |
| Classe GT Cup (1ª Divisione) |                               |            |                           |            |            |
| Scuderia                     | Vettura                       | #          | Pilota                    | Classe     | Gare       |
| Easy Race                    | Ferrari 488 Challenge Evo     | 103        | Diego Di Fabio            | PA         | 1-         |
| Easy Race                    | Ferrari 488 Challenge Evo     | 103        | Emiliano Pierantoni       | PA         | 1-         |
| Giacomo Race                 | Lamborghini Huracán ST Evo 2  | 106        | Giacomo Pollini           | PA         | 1-         |
| Giacomo Race                 | Lamborghini Huracán ST Evo 2  | 106        | Matteo Pollini            | PA         | 1-         |
| Best Lap                     | Ferrari 488 Challenge Evo     | 108        | Filippo Bencivenni        | PA         | 1          |
| Best Lap                     | Ferrari 488 Challenge Evo     | 108        | Gianluca Carboni          | PA         | 1          |
| Best Lap                     | Ferrari 488 Challenge Evo     | 111        | Simone Patrinicola        | PA         | 1-         |
| Best Lap                     | Ferrari 488 Challenge Evo     | 111        | Lorenzo Pegoraro          | PA         | 1-         |
| Best Lap                     | Ferrari 488 Challenge Evo     | 178        | Mattia Bucci              | PA         | 1-         |
| Best Lap                     | Ferrari 488 Challenge Evo     | 178        | Filippo Croccolino        | PA         | 1-         |
| Best Lap                     | Ferrari 488 Challenge Evo     | 205        | Gianluca Carboni          | AM         | 2          |
| Best Lap                     | Ferrari 488 Challenge Evo     | 205        | Ivan David Mari           | AM         | 2          |
| Best Lap                     | Ferrari 488 Challenge Evo     | 218        | Giovanni Naldi            | AM         | 1-         |
| Best Lap                     | Ferrari 488 Challenge Evo     | 218        | Gianluigi Simonelli       | AM         | 1-         |
| Lamborghini Roma DL Racing   | Lamborghini Huracán ST Evo 2  | 109        | Andrea Fontana            | PA         | 1-         |
| Lamborghini Roma DL Racing   | Lamborghini Huracán ST Evo 2  | 109        | Stefano Gattuso           | PA         | 1          |
| Lamborghini Roma DL Racing   | Lamborghini Huracán ST Evo 2  | 109        | Diego Locanto             | PA         | 2          |
| Lamborghini Roma DL Racing   | Lamborghini Huracán ST Evo 2  | 162        | Ibrahim Badawi            | PA         | 1-         |
| Lamborghini Roma DL Racing   | Lamborghini Huracán ST Evo 2  | 172        | Alessandro Mainetti       | PA         | 1-         |
| Lamborghini Roma DL Racing   | Lamborghini Huracán ST Evo 2  | 172        | Federico Scionti          | PA         | 1-         |
| Lamborghini Roma DL Racing   | Lamborghini Huracán ST Evo 2  | 272        | Vedat Ali Dalokay         | AM         | 1-         |
| Lamborghini Roma DL Racing   | Lamborghini Huracán ST Evo 2  | 272        | Nicola Tagliapietra       | AM         | 1-         |
| MM Motorsport                | Lamborghini Huracán ST Evo 2  | 121        | Rosario Messina           | PA         | 1-         |
| MM Motorsport                | Lamborghini Huracán ST Evo 2  | 121        | Mattia Raffetti           | PA         | 1-         |
| Lema Racing                  | Lamborghini Huracán ST Evo 2  | 123        | Elias Niskanen            | PA         | 1-         |
| Lema Racing                  | Lamborghini Huracán ST Evo 2  | 123        | Andrej Lah                | PA         | 1          |
| Lema Racing                  | Lamborghini Huracán ST Evo 2  | 123        | Matej Košič               | PA         | 2          |
| RS Historics                 | Lamborghini Huracán ST Evo 2  | 155        | Sam Hancock               | PA         | 1-         |
| RS Historics                 | Lamborghini Huracán ST Evo 2  | 155        | Christopher Milner        | PA         | 1-         |
| Vincenzo Sospiri Racing      | Lamborghini Huracán ST Evo 2  | 163        | Stephane Tribaudini       | PA         | 1-         |
| Vincenzo Sospiri Racing      | Lamborghini Huracán ST Evo 2  | 163        | Ignazio Zanon             | PA         | 1-         |
| Speed Lover                  | Ferrari 488 Challenge Evo     | 177        | Gilles Ranmans            | PA         | 1-         |
| Mertel Motorsport            | Ferrari 488 Challenge Evo     | 180        | Tommaso Lovati            | PA         | 1-         |
| Mertel Motorsport            | Ferrari 488 Challenge Evo     | 180        | Mauro Trentin             | PA         | 1-         |
| Mertel Motorsport            | Ferrari 488 Challenge Evo     | 281        | Michele La Marca          | AM         | 1-         |
| Mertel Motorsport            | Ferrari 488 Challenge Evo     | 281        | Marco Verzelli            | AM         | 1-         |
| CRM Motorsport               | Lamborghini Huracán ST Evo 2  | 185        | Matteo Desideri           | PA         | 1          |
| CRM Motorsport               | Lamborghini Huracán ST Evo 2  | 249        | Ettore Carminati          | AM         | 1-         |
| CRM Motorsport               | Lamborghini Huracán ST Evo 2  | 249        | Bernardo Pellegrini       | AM         | 1-         |
| Target Racing                | Lamborghini Huracán ST Evo 2  | 196        | Largim Ali                | PA         | 2          |
| Target Racing                | Lamborghini Huracán ST Evo 2  | 196        | Raffaele Giannoni         | PA         | 2          |
| Target Racing                | Lamborghini Huracán ST Evo 2  | 239        | Han Huilin                | AM         | 2          |
| Villorba Corse               | Lamborghini Huracán ST Evo 2  | 201        | Luciano Privitelio        | AM         | 2          |
| HC Racing Division           | Lamborghini Huracán ST Evo 2  | 202        | Gaetano Oliva             | AM         | 1-         |
| HC Racing Division           | Lamborghini Huracán ST Evo 2  | 202        | Ferdinando D'Auria        | AM         | 1-         |
| HC Racing Division           | Lamborghini Huracán ST Evo 2  | 288        | Alberto Clementi Pisani   | AM         | 1-         |
| HC Racing Division           | Lamborghini Huracán ST Evo 2  | 288        | Piergiacomo Randazzo      | AM         | 1-         |
| Pinetti Motorsport           | Ferrari 488 Challenge Evo     | 229        | Giovanni Stefanin         | AM         | 1-         |
| Pinetti Motorsport           | Ferrari 488 Challenge Evo     | 229        | Simone Jody Vullo         | AM         | 1          |
| Pinetti Motorsport           | Ferrari 488 Challenge Evo     | 280        | Victor Briselli           | AM         | 1-         |
| Pinetti Motorsport           | Ferrari 488 Challenge Evo     | 280        | Emma Segattini            | AM         | 1-         |
| AF Corse                     | Ferrari 488 Challenge Evo     | 250        | Edoardo Borelli           | AM         | 1-         |
| AF Corse                     | Ferrari 488 Challenge Evo     | 250        | Lorenzo Casè              | AM         | 1-         |
| Double TT Racing             | Ferrari 488 Challenge Evo     | 277        | Mark Adrian Locke         | AM         | 2          |
| Double TT Racing             | Ferrari 488 Challenge Evo     | 277        | Gianmarco Ercoli          | AM         | 2          |
| Classe GT Cup (2ª Divisione) |                               |            |                           |            |            |
| Scuderia                     | Vettura                       | #          | Pilota                    | Classe     | Gare       |
| SP Racing                    | Porsche 911 GT3 Cup (992)     | 133        | Eugenio Pisani            | PA         | 1-         |
| SP Racing                    | Porsche 911 GT3 Cup (992)     | 133        | Stefano Zerbi             | PA         | 1-         |
| SP Racing                    | Porsche 911 GT3 Cup (991.2)   | 223        | Fabio Fabiani             | AM         | 1-         |
| SP Racing                    | Porsche 911 GT3 Cup (991.2)   | 223        | Stefano Zanini            | AM         | 1-         |
| SP Racing                    | Porsche 911 GT3 Cup (991.2)   | 233        | Max Abbati                | AM         | 1-         |
| SP Racing                    | Porsche 911 GT3 Cup (991.2)   | 233        | Alberto Grisi             | AM         | 1-         |
| Raptor Engineering           | Porsche 911 GT3 Cup (992)     | 169        | Massimo Navatta           | PA         | 1-         |
| Raptor Engineering           | Porsche 911 GT3 Cup (992)     | 169        | Andrea Palma              | PA         | 1-         |
| Centro Porsche Ticino        | Porsche 911 GT3 Cup (992)     | 192        | Ivan Jacoma               | AM         | 1          |
| Centro Porsche Ticino        | Porsche 911 GT3 Cup (992)     | 192        | Matej Knez                | AM         | 1          |
| ZRS Motorsport               | Porsche 911 GT3 Cup (992)     | 224        | Nicolò Liana              | AM         | 1-         |
| ZRS Motorsport               | Porsche 911 GT3 Cup (992)     | 224        | Daniele Polverini         | AM         | 1-         |

| Icona | Classe |
| ----- | ------ |
| P     | Pro    |
| PA    | Pro-Am |
| AM    | Am     |

## Risultati delle gare

### Sprint
| Gara | Circuito | Pole position GT3                   | Giro veloce GT3                     | Equipaggio vincitore GT3            | Scuderia vincitrice GT3  | Pole position GT Cup                | Giro veloce GT Cup                | Equipaggio vincitore GT Cup         | Scuderia vincitrice GT Cup |
| ---- | -------- | ----------------------------------- | ----------------------------------- | ----------------------------------- | ------------------------ | ----------------------------------- | --------------------------------- | ----------------------------------- | -------------------------- |
| 1    | Misano   | Mattia Michelotto Gilles Stadsbader | Mattia Michelotto Gilles Stadsbader | Mattia Michelotto Gilles Stadsbader | Vincenzo Sospiri Racing  | Diego Di Fabio Emiliano Pierantoni  | Ignazio Zanon Stéphane Tribaudini | Giacomo Pollini Matteo Pollini      | Giacomo Race               |
| 2    | Misano   | Philippe Denes Jack Bartholomew     | Philippe Denes Jack Bartholomew     | Max Hesse Jens Klingmann            | BMW Ceccato Racing       | Ignazio Zanon Stéphane Tribaudini   | Ignazio Zanon Stéphane Tribaudini | Ignazio Zanon Stéphane Tribaudini   | Vincenzo Sospiri Racing    |
| 3    | Imola    | Philippe Denes Jack Bartholomew     | Lorenzo Bontempelli Enzo Trulli     | Mattia Michelotto Gilles Stadsbader | Vincenzo Sospiri Racing  | Simone Patrinicola Lorenzo Pegoraro | Sam Hancock Christopher Milner    | Giacomo Pollini Matteo Pollini      | Giacomo Race               |
| 4    | Imola    | Philippe Denes Jack Bartholomew     | Lorenzo Bontempelli Enzo Trulli     | Philippe Denes Jack Bartholomew     | Imperiale Racing         | Sam Hancock Christopher Milner      | Sam Hancock Christopher Milner    | Simone Patrinicola Lorenzo Pegoraro | Best Lap                   |
| 5    | Mugello  | Luka Nurmi Jasin Ferati             | Luka Nurmi Jasin Ferati             | Jens Klingmann Max Hesse            | BMW Ceccato Racing       | Giacomo Pollini Matteo Pollini      |                                   |                                     |                            |
| 6    | Mugello  | Jens Klingmann Max Hesse            | Jens Klingmann Max Hesse            | Pietro Delli Guanti Rocco Mazzola   | Tresor Audi Sport Italia |                                     |                                   |                                     |                            |
| 7    | Monza    |                                     |                                     |                                     |                          |                                     |                                   |                                     |                            |
| 8    | Monza    |                                     |                                     |                                     |                          |                                     |                                   |                                     |                            |

### Endurance
|   | Circuito   | Pole position | Giro veloce | Equipaggio vincitore | Scuderia vincitrice | Equipaggio vincitore GT Cup | Scuderia vincitrice GT Cup |
| - | ---------- | ------------- | ----------- | -------------------- | ------------------- | --------------------------- | -------------------------- |
| 1 | Vallelunga |               |             |                      |                     |                             |                            |
| 2 | Mugello    |               |             |                      |                     |                             |                            |
| 3 | Imola      |               |             |                      |                     |                             |                            |
| 4 | Monza      |               |             |                      |                     |                             |                            |

## Classifiche
I punti per le classifiche di ogni classe vengono assegnati in base a questa tabella:
| Posizione | 1  | 2  | 3  | 4  | 5 | 6 | 7 | 8 | 9 | 10 | GV | PP |
| Punti     | 20 | 15 | 12 | 10 | 8 | 6 | 4 | 3 | 2 | 1  | 1  | 1  |

### Sprint

#### GT3 assoluta
| Pos. | Pilota                                       | Team                     | Vettura                       | MIS | MIS | IMO | IMO | MUG | MUG | MON | MON | Punti | Validi |
| ---- | -------------------------------------------- | ------------------------ | ----------------------------- | --- | --- | --- | --- | --- | --- | --- | --- | ----- | ------ |
| 1    | Pietro Delli Guanti Rocco Mazzola            | Tresor Audi Sport Italia | Audi R8 LMS                   | 4   | 2   | 6   | 4   | 3   | 1   |     |     | 73    | 73     |
| 2    | Jens Klingmann                               | BMW Ceccato Racing       | BMW G82 M4                    | 19  | 1   | 17  | 2   | 1   | 2   | P   |     | 72    | 72     |
| 3    | Mattia Michelotto Gilles Stadsbader          | Vincenzo Sospiri Racing  | Lamborghini Huracán GT3 Evo 2 | 1   | 5   | 1   | 15  | NP  | 5   |     |     | 58    | 58     |
| 4    | Max Hesse                                    | BMW Ceccato Racing       | BMW G82 M4                    | 19  | 1   |     |     | 1   | 2   |     |     | 57    | 57     |
| 5    | Riccardo Cazzaniga                           | Vincenzo Sospiri Racing  | Lamborghini Huracán GT3 Evo 2 | 3   | 4   | 3   | 14  | 7   | 4   |     |     | 48    | 48     |
| 6    | Philippe Denes Jack Bartholomew              | Imperiale Racing         | Lamborghini Huracán GT3 Evo 2 | 5   | 11  | SQ  | 1   | 9   | 7   |     |     | 38    | 38     |
| 7    | Luka Nurmi                                   | AF Corse                 | Ferrari 296 GT3               | 13  | 3   | 19  | 3   | 16  | 3   | Rit |     | 38    | 38     |
| 8    | Andrea Cola Leonardo Moncini                 | Tresor Audi Sport Italia | Audi R8 LMS                   | 7   | Rit | 2   | 12  | 2   | 11  |     |     | 34    | 34     |
| 9    | Alberto Di Folco                             | Vincenzo Sospiri Racing  | Lamborghini Huracán GT3 Evo 2 | 3   | 4   | 3   | 14  |     |     |     |     | 34    | 34     |
| 10   | Pedro Carvalho Ebrahim Federico Malvestiti   | BMW Ceccato Racing       | BMW G82 M4                    | 10  | 7   | 7   | 5   | 6   | 6   |     |     | 29    | 29     |
| 11   | Timur Boguslavskij Daniele Di Amato          | AF Corse                 | Ferrari 296 GT3               | 2   | 6   | 11  | 6   | Rit | Rit |     |     | 27    | 27     |
| 12   | Jasin Ferati                                 | AF Corse                 | Ferrari 296 GT3               | 13  | 3   |     |     | 16  | 3   |     |     | 26    | 26     |
| 13   | Filippo Berto Felice Jelmini                 | Nova Race                | Honda NSX Acura GT3           | Rit | 9   | 8   | 8   | 4   | 8   |     |     | 21    | 21     |
| 14   | Jake Dennis                                  | BMW Ceccato Racing       | BMW G82 M4                    |     |     | 17  | 2   |     |     |     |     | 15    | 15     |
| 15   | Baptiste Moulin                              | Vincenzo Sospiri Racing  | Lamborghini Huracán GT3 Evo 2 | 8   | 8   | 18  | 7   | 8   | 9   | Rit |     | 15    | 15     |
| 16   | Andrea Frassineti                            | Vincenzo Sospiri Racing  | Lamborghini Huracán GT3 Evo 2 |     |     |     |     | 7   | 4   |     |     | 14    | 14     |
| 17   | Konsta Lappalainen                           | AF Corse                 | Ferrari 296 GT3               |     |     | 19  | 3   |     |     |     |     | 12    | 12     |
| 18   | Enzo Trulli                                  | Easy Race                | Ferrari 296 GT3               | 12  | 22  | 5   | 9   | NP  |     | Rit |     | 12    | 12     |
| 19   | Lorenzo Bontempelli                          | Easy Race                | Ferrari 296 GT3               |     |     | 5   | 9   | NP  |     | Rit |     | 12    | 12     |
| 20   | Finn Wiebelhaus                              | AKM Motorsport           | Mercedes-Benz AMG GT3         |     |     | 4   | 21  | 10  | Rit |     |     | 11    | 11     |
| 21   | Gustavo Sandrucci                            | AKM Motorsport           | Mercedes-Benz AMG GT3         | 11  | 18  | 4   | 21  |     |     |     |     | 10    | 10     |
| 22   | William Alatalo Mattia Di Giusto             | Lazarus                  | Aston Martin Vantage AMR GTE  | 18  | 12  | 10  | 10  | 5   | 16  |     |     | 10    | 10     |
| 23   | Alessandro Fabi                              | Vincenzo Sospiri Racing  | Lamborghini Huracán GT3 Evo 2 | 8   | 8   | 18  | 7   |     |     |     |     | 10    | 10     |
| 24   | Justin Blattner Dustin Marschall             | Fach Auto Tech           | Porsche 911 GT3 R (992)       | 6   | 10  |     |     |     |     |     |     | 7     | 7      |
| 25   | Ignazio Zanon                                | Vincenzo Sospiri Racing  | Lamborghini Huracán GT3 Evo 2 |     |     |     |     | 8   | 9   |     |     | 5     | 5      |
| 26   | Luigi Coluccio Vito Postiglione              | Best Lap                 | Ferrari 488 GT3               | 9   | 14  | 9   | 13  |     |     |     |     | 4     | 4      |
| 27   | Gianluca Giraudi                             | AKM Motorsport           | Mercedes-Benz AMG GT3         |     |     |     |     | 10  | Rit |     |     | 1     | 1      |
| 28   | Robin Rogalski Giuseppe Fascicolo            | Imperiale Racing         | Lamborghini Huracán GT3 Evo 2 | 16  | 17  | 16  | 17  | 13  | 10  |     |     | 1     | 1      |
| 29   | Raffaele Marcielllo                          | BMW Ceccato Racing       | BMW G82 M4                    |     |     |     |     |     |     | P   |     |       |        |
| 29   | Raúl Guzmán                                  | AKM Motorsport           | Mercedes-Benz AMG GT3         | 11  | 18  |     |     |     |     |     |     | 0     | 0      |
| 30   | Glenn McGee Anthony McIntosh                 | AKM Motorsport           | Mercedes-Benz AMG GT3         | 14  | 15  | 14  | 11  | 15  | Rit |     |     | 0     | 0      |
| 31   | Massimo Ciglia                               | Nova Race                | Honda NSX Acura GT3           | 15  | 19  | 15  | 18  | 11  | 14  |     |     | 0     | 0      |
| 32   | Rodolfo Massaro                              | Nova Race                | Honda NSX Acura GT3           |     |     |     |     | 11  | 14  |     |     | 0     | 0      |
| 33   | Thomas Biagi                                 | Easy Race                | Ferrari 296 GT3               | 12  | 22  |     |     |     |     |     |     | 0     | 0      |
| 34   | Vincenzo Scarpetta Mattia Simonini           | Nova Race                | Honda NSX Acura GT3           | 20  | 16  | 12  | 16  | 17  | 13  |     |     | 0     | 0      |
| 35   | Leonardo Colavita Giorgio Maggi              | Double TT Racing         | Ferrari 488 GT3               | 17  | 13  | 13  | 19  | 12  | 12  |     |     | 0     | 0      |
| 36   | Alessandro Baccani Paolo Venerosi Pesciolini | Ebimotors                | Porsche 911 GT3 R (992)       | 22  | 20  | 20  | 20  | 14  | 15  |     |     | 0     | 0      |
| 37   | Luca Magnoni                                 | Nova Race                | Honda NSX Acura GT3           | 15  | 19  | 15  | 18  |     |     |     |     | 0     | 0      |
| 38   | Samuele Buttarelli Stefano Marazzi           | Rossocorsa               | Ferrari 296 GT3               | 21  | 21  | Rit | Rit | NP  |     |     |     | 0     | 0      |
| 39   | Thor Haugen Paolo Ruberti                    | Pellin Racing            | Ferrari 488 GT3               |     |     | 21  | 22  |     |     |     |     | 0     | 0      |
| 40   | Enrico Fulgenzi                              | EF Racing                | Porsche 911 GT3 R (992)       |     |     |     |     | Rit | Rit |     |     | 0     | 0      |
| Pos. | Pilota                                       | Team                     | Vettura                       | MIS | MIS | IMO | IMO | MUG | MUG | MON | MON | Punti | Validi |

| Colore  | Risultato                               | Sigla   |
| ------- | --------------------------------------- | ------- |
| Oro     | Primo classificato                      | 1       |
| Argento | Secondo classificato                    | 2       |
| Bronzo  | Terzo classificato                      | 3       |
| Verde   | Classificato oltre il quarto posto      | Oltre 4 |
| Viola   | Non classificato                        | NC      |
| Viola   | Ritirato per problemi tecnici/meccanici | Rit     |
| Viola   | Ritirato per incidente                  | Inc     |
| Rosso   | Non qualificato                         | NQ      |
| Nero    | Squalificato                            | SQ      |
| Bianco  | Non partito                             | NP      |
| Bianco  | Escluso                                 | ES      |
| Bianco  | Solo prove                              | SP      |
| Bianco  | Gara annullata dopo le prove            | C       |
| Bianco  | Iscritto ma non partecipa               | NA      |

#### GT3 Pro-Am
| Pos. | Pilota                                     | Team                    | Vettura                       | MIS | MIS | IMO | IMO | MUG | MUG | MON | MON | Punti | Validi |
| ---- | ------------------------------------------ | ----------------------- | ----------------------------- | --- | --- | --- | --- | --- | --- | --- | --- | ----- | ------ |
| 1    | Pedro Carvalho Ebrahim Federico Malvestiti | BMW Ceccato Racing      | BMW G82 M4                    | 10  | 7   | 7   | 5   | 6   | 6   |     |     | 80    | 80     |
| 2    | Baptiste Moulin                            | Vincenzo Sospiri Racing | Lamborghini Huracán GT3 Evo 2 | 8   | 8   | 18  | 7   | 8   | 9   |     |     | 57    | 57     |
| 3    | Filippo Berto Felice Jelmini               | Nova Race               | Honda NSX Acura GT3           | Rit | 9   | 8   | 8   | 4   | 8   |     |     | 56    | 56     |
| 4    | Alessandro Fabi                            | Vincenzo Sospiri Racing | Lamborghini Huracán GT3 Evo 2 | 8   | 8   | 18  | 7   |     |     |     |     | 47    | 47     |
| 5    | William Alatalo Mattia Di Giusto           | Lazarus                 | Aston Martin Vantage AMR GTE  | 18  | 12  | 10  | 10  | 5   | 16  |     |     | 37    | 37     |
| 6    | Justin Blattner Dustin Marschall           | Fach Auto Tech          | Porsche 911 GT3 R (992)       | 6   | 10  |     |     |     |     |     |     | 32    | 32     |
| 7    | Gustavo Sandrucci                          | AKM Motorsport          | Mercedes-Benz AMG GT3         | 11  | 18  | 4   | 21  |     |     |     |     | 30    | 30     |
| 8    | Luigi Coluccio Vito Postiglione            | Best Lap                | Ferrari 488 GT3               | 9   | 14  | 9   | 13  |     |     |     |     | 30    | 30     |
| 9    | Finn Wiebelhaus                            | AKM Motorsport          | Mercedes-Benz AMG GT3         |     |     | 4   | 21  | 10  | Rit |     |     | 29    | 29     |
| 10   | Lorenzo Bontempelli Enzo Trulli            | Easy Race               | Ferrari 296 GT3               |     |     | 5   | 9   | NP  |     | Rit |     | 27    | 27     |
| 11   | Leonardo Colavita Giorgio Maggi            | Double TT Racing        | Ferrari 488 GT3               | 17  | 13  | 13  | 19  | 12  | 12  |     |     | 21    | 21     |
| 12   | Robin Rogalski Giuseppe Fascicolo          | Imperiale Racing        | Lamborghini Huracán GT3 Evo 2 | 16  | 17  | 16  | 17  | 13  | 10  |     |     | 17    | 17     |
| 13   | Vincenzo Scarpetta Mattia Simonini         | Nova Race               | Honda NSX Acura GT3           | 20  | 16  | 12  | 16  | 17  | 13  |     |     | 16    | 16     |
| 14   | Ignazio Zanon                              | Vincenzo Sospiri Racing | Lamborghini Huracán GT3 Evo 2 |     |     |     |     | 8   | 9   |     |     | 10    | 10     |
| 15   | Raúl Guzmán                                | AKM Motorsport          | Mercedes-Benz AMG GT3         | 11  | 18  |     |     |     |     |     |     | 9     | 9      |
| 16   | Gianluca Giraudi                           | AKM Motorsport          | Mercedes-Benz AMG GT3         |     |     |     |     | 10  | Rit |     |     | 8     | 8      |
| 17   | Thor Haugen Paolo Ruberti                  | Pellin Racing           | Ferrari 488 GT3               |     |     | 21  | 22  |     |     |     |     | 0     | 0      |
| Pos. | Pilota                                     | Team                    | Vettura                       | MIS | MIS | IMO | IMO | MUG | MUG | MON | MON | Punti | Validi |

| Colore  | Risultato                               | Sigla   |
| ------- | --------------------------------------- | ------- |
| Oro     | Primo classificato                      | 1       |
| Argento | Secondo classificato                    | 2       |
| Bronzo  | Terzo classificato                      | 3       |
| Verde   | Classificato oltre il quarto posto      | Oltre 4 |
| Viola   | Non classificato                        | NC      |
| Viola   | Ritirato per problemi tecnici/meccanici | Rit     |
| Viola   | Ritirato per incidente                  | Inc     |
| Rosso   | Non qualificato                         | NQ      |
| Nero    | Squalificato                            | SQ      |
| Bianco  | Non partito                             | NP      |
| Bianco  | Escluso                                 | ES      |
| Bianco  | Solo prove                              | SP      |
| Bianco  | Gara annullata dopo le prove            | C       |
| Bianco  | Iscritto ma non partecipa               | NA      |

#### GT3 AM
| \| Pos. \| Pilota \| Team \| Vettura \| MIS \| MIS \| IMO \| IMO \| MUG \| MUG \| MON \| MON \| Punti \| Validi \| \| ---- \| -------------------------------------------- \| -------------- \| ----------------------- \| --- \| --- \| --- \| --- \| --- \| --- \| --- \| --- \| ----- \| ------ \| \| 1 \| Glenn McGee Anthony McIntosh \| AKM Motorsport \| Mercedes-Benz AMG GT3 \| 14 \| 15 \| 14 \| 11 \| 15 \| Rit \| \| \| 96 \| 96 \| \| 2 \| Massimo Ciglia \| Nova Race \| Honda NSX Acura GT3 \| 15 \| 19 \| 15 \| 18 \| 11 \| 14 \| \| \| 82 \| 82 \| \| 3 \| Alessandro Baccani Paolo Venerosi Pesciolini \| Ebimotors \| Porsche 911 GT3 R (992) \| 22 \| 20 \| 20 \| 20 \| 14 \| 15 \| \| \| 61 \| 61 \| \| 4 \| Luca Magnoni \| Nova Race \| Honda NSX Acura GT3 \| 15 \| 19 \| 15 \| 18 \| \| \| \| \| 61 \| 61 \| \| 5 \| Samuele Buttarelli Stefano Marazzi \| Rossocorsa \| Ferrari 296 GT3 \| 21 \| 21 \| Rit \| Rit \| NP \| \| \| \| 26 \| 26 \| \| 6 \| Rodolfo Massaro \| Nova Race \| Honda NSX Acura GT3 \| \| \| \| \| 11 \| 14 \| \| \| 21 \| 21 \| \| Pos. \| Pilota \| Team \| Vettura \| MIS \| MIS \| IMO \| IMO \| MUG \| MUG \| MON \| MON \| Punti \| Validi \| |                                              |                |                         |     |     |     |     |     |     |     |     |       |        |
| Pos. | Pilota                                       | Team           | Vettura                 | MIS | MIS | IMO | IMO | MUG | MUG | MON | MON | Punti | Validi |
| 1 | Glenn McGee Anthony McIntosh                 | AKM Motorsport | Mercedes-Benz AMG GT3   | 14  | 15  | 14  | 11  | 15  | Rit |     |     | 96    | 96     |
| 2 | Massimo Ciglia                               | Nova Race      | Honda NSX Acura GT3     | 15  | 19  | 15  | 18  | 11  | 14  |     |     | 82    | 82     |
| 3 | Alessandro Baccani Paolo Venerosi Pesciolini | Ebimotors      | Porsche 911 GT3 R (992) | 22  | 20  | 20  | 20  | 14  | 15  |     |     | 61    | 61     |
| 4 | Luca Magnoni                                 | Nova Race      | Honda NSX Acura GT3     | 15  | 19  | 15  | 18  |     |     |     |     | 61    | 61     |
| 5 | Samuele Buttarelli Stefano Marazzi           | Rossocorsa     | Ferrari 296 GT3         | 21  | 21  | Rit | Rit | NP  |     |     |     | 26    | 26     |
| 6 | Rodolfo Massaro                              | Nova Race      | Honda NSX Acura GT3     |     |     |     |     | 11  | 14  |     |     | 21    | 21     |
| Pos. | Pilota                                       | Team           | Vettura                 | MIS | MIS | IMO | IMO | MUG | MUG | MON | MON | Punti | Validi |

#### GT Cup 1ª Divisione Pro-Am
| Pos. | Pilota                              | Team                       | Vettura                      | MIS | MIS | IMO | IMO | MUG | MUG | MON | MON | Punti | Validi |
| ---- | ----------------------------------- | -------------------------- | ---------------------------- | --- | --- | --- | --- | --- | --- | --- | --- | ----- | ------ |
| 1    | Giacomo Pollini Matteo Pollini      | Giacomo Race               | Lamborghini Huracán ST Evo 2 | 1   | 3   | 1   | 11  | 14  |     |     |     | 54    | 54     |
| 2    | Stéphane Tribaudini Ignazio Zanon   | Vincenzo Sospiri Racing    | Lamborghini Huracán ST Evo 2 | 12  | 1   | 5   | 2   | 1   |     |     |     | 50    | 50     |
| 3    | Andrea Fontana                      | Lamborghini Roma DL Racing | Lamborghini Huracán ST Evo 2 | 2   | 4   | 6   | Rit | Rit |     |     |     | 33    | 33     |
| 4    | Simone Patrinicola Lorenzo Pegoraro | Best Lap                   | Ferrari 488 GT3              | 24  | Rit | 8   | 1   | 5   |     |     |     | 27    | 27     |
|      | Alessandro Mainetti                 | Lamborghini Roma DL Racing | Lamborghini Huracán ST Evo 2 | 3   | 2   | SQ  | Rit | Rit |     |     |     | 27    | 27     |
| 5    | Federico Scionti                    | Lamborghini Roma DL Racing | Lamborghini Huracán ST Evo 2 | 3   | 2   | SQ  | Rit | Rit |     |     |     | 27    | 27     |
| 6    | Samuel Hancock Christopher Milner   | HC Racing Division         | Lamborghini Huracán ST Evo 2 | 13  | 15  | 3   | 6   | 17  |     |     |     | 27    | 27     |
| 7    | Stefano Gattuso                     | Lamborghini Roma DL Racing | Lamborghini Huracán ST Evo 2 | 2   | 4   |     |     |     |     |     |     | 25    | 25     |
| 8    | Diego Di Fabio Emiliano Pierantoni  | Easy Race                  | Ferrari 488 Challenge Evo    | 4   | 5   | Rit | 8   | Rit |     |     |     | 23    | 23     |
| 9    | Ibrahim Badawi                      | Lamborghini Roma DL Racing | Lamborghini Huracán ST Evo 2 | 6   | 8   | 12  | 7   | Rit |     |     |     | 22    | 22     |
|      | Rosario Messina                     | MM Motorsport              | Lamborghini Huracán ST Evo 2 | 10  | 11  | 4   | 12  | 3   |     |     |     |       |        |
| 10   | Mattia Raffetti                     | MM Motorsport              | Lamborghini Huracán ST Evo 2 | 10  | 11  | 4   | 12  |     |     |     |     | 18    | 18     |
| 11   | Gilles Renmans                      | Speed Lover                | Ferrari 488 Challenge Evo    | 15  | 7   | Rit | 5   | Rit |     |     |     | 16    | 16     |
| 12   | Mattia Bucci Filippo Croccolino     | Best Lap                   | Ferrari 488 Challenge Evo    | Rit | 9   | Rit | 3   | 12  |     |     |     | 15    | 15     |
| 13   | Diego Locanto                       | Lamborghini Roma DL Racing | Lamborghini Huracán ST Evo 2 |     |     | 6   | Rit |     |     |     |     | 8     | 8      |
| 14   | Tommaso Lovati Mauro Trentini       | Mertel Motorsport          | Ferrari 488 Challenge Evo    | 8   | Rit | Rit | 9   |     |     |     |     | 7     | 7      |
| 15   | Matteo Desideri                     | CRM Motorsport             | Lamborghini Huracán ST Evo 2 | 7   | Rit |     |     |     |     |     |     | 6     | 6      |
| 16   | Filippo Bencivenni Gianluca Carboni | HC Racing Division         | Ferrari 488 GT3              | 14  | 12  |     |     |     |     |     |     | 1     | 1      |
|      | Elias Niskanen                      | Lema Racing                | Lamborghini Huracán ST Evo 2 | 21  | Rit |     |     | Rit |     |     |     |       |        |
| 17   | Andrej Lah                          | Lema Racing                | Lamborghini Huracán ST Evo 2 | 21  | Rit |     |     |     |     |     |     | 0     | 0      |
| 18   | Largim Ali Raffaele Giannoni        | Target Racing              | Lamborghini Huracán ST Evo 2 |     |     | Rit | NP  |     |     |     |     | 0     | 0      |
|      | Matej Košič                         | Lema Racing                | Lamborghini Huracán ST Evo 2 |     |     |     |     | Rit |     |     |     |       |        |
| Pos. | Pilota                              | Team                       | Vettura                      | MIS | MIS | IMO | IMO | MUG | MUG | MON | MON | Punti | Validi |

| Colore  | Risultato                               | Sigla   |
| ------- | --------------------------------------- | ------- |
| Oro     | Primo classificato                      | 1       |
| Argento | Secondo classificato                    | 2       |
| Bronzo  | Terzo classificato                      | 3       |
| Verde   | Classificato oltre il quarto posto      | Oltre 4 |
| Viola   | Non classificato                        | NC      |
| Viola   | Ritirato per problemi tecnici/meccanici | Rit     |
| Viola   | Ritirato per incidente                  | Inc     |
| Rosso   | Non qualificato                         | NQ      |
| Nero    | Squalificato                            | SQ      |
| Bianco  | Non partito                             | NP      |
| Bianco  | Escluso                                 | ES      |
| Bianco  | Solo prove                              | SP      |
| Bianco  | Gara annullata dopo le prove            | C       |
| Bianco  | Iscritto ma non partecipa               | NA      |

#### GT Cup 1ª Divisione Am
| Pos. | Pilota                                       | Team                       | Vettura                      | MIS | MIS | IMO | IMO | MUG | MUG | MON | MON | Punti | Validi |
| ---- | -------------------------------------------- | -------------------------- | ---------------------------- | --- | --- | --- | --- | --- | --- | --- | --- | ----- | ------ |
| 1    | Lorenzo Casè Edoardo Borelli                 | AF Corse                   | Ferrari 488 Challenge Evo    | 17  | 10  | 2   | 23  | 2   |     |     |     | 52    | 52     |
|      | Ferdinando D'Auria                           | HC Racing Division         | Lamborghini Huracán ST Evo 2 | 5   | 16  | 14  | 20  | 3   |     |     |     |       |        |
| 2    | Gaetano Oliva                                | HC Racing Division         | Lamborghini Huracán ST Evo 2 | 5   | 16  | 14  | 20  |     |     |     |     | 50    | 50     |
| 3    | Ettore Carminati Bernardo Pellegrini         | CRM Motorsport             | Lamborghini Huracán ST Evo 2 | 9   | Rit | 10  | 10  | 13  |     |     |     | 47    | 47     |
| 4    | Alberto Clementi Pisani Piergiacomo Randazzo | HC Racing Division         | Lamborghini Huracán ST Evo 2 | Rit | 6   | 15  | 18  | 18  |     |     |     | 34    | 34     |
| 5    | Han Huilin                                   | Target Racing              | Lamborghini Huracán ST Evo 2 |     |     | 7   | 15  |     |     |     |     | 27    | 27     |
| 6    | Giovanni Naldi Gianluigi Simonelli           | Best Lap                   | Ferrari 488 Challenge Evo    | 23  | 21  | Rit | 16  | 16  |     |     |     | 26    | 26     |
| 7    | Vedat Ali Dalokay Nicola Tagliapietra        | Lamborghini Roma DL Racing | Lamborghini Huracán ST Evo 2 | 20  | 19  | 20  | Rit | 7   |     |     |     | 21    | 21     |
| 8    | Gianluca Carboni Ivan Mari                   | Best Lap                   | Ferrari 488 Challenge Evo    |     |     | 17  | 14  |     |     |     |     | 19    | 19     |
|      | Emma Segattini                               | Pinetti Motorsport         | Ferrari 488 Challenge Evo    | 26  | 23  | 19  | Rit | 15  |     |     |     |       |        |
| 9    | Victor Briselli                              | Pinetti Motorsport         | Ferrari 488 Challenge Evo    | 26  | 23  | 19  | Rit |     |     |     |     | 14    | 14     |
| 10   | Michele La Marca Marco Verzelli              | Mertel Motorsport          | Ferrari 488 Challenge Evo    | 28  | 24  | 18  | 22  |     |     |     |     | 13    | 13     |
| 11   | Gianmarco Ercoli Mark Adrian Locke           | Double TT Racing           | Ferrari 488 Challenge Evo    |     |     | 11  | 24  |     |     |     |     | 12    | 12     |
|      | Bernazzani                                   | Pinetti Motorsport         | Ferrari 488 Challenge Evo    |     |     |     |     | 15  |     |     |     |       |        |
| 12   | Luciano Privitelio                           | Villorba Corse             | Lamborghini Huracán ST Evo 2 |     |     | Rit | 21  |     |     |     |     | 4     | 4      |
| 13   | Giovanni Stefanin                            | Pinetti Motorsport         | Ferrari 488 Challenge Evo    | 27  | Rit | 22  | Rit |     |     |     |     | 4     | 4      |
| 14   | Simone Jody Vullo                            | Pinetti Motorsport         | Ferrari 488 Challenge Evo    | 27  | Rit |     |     |     |     |     |     | 4     | 4      |
|      | Bergonzini                                   |                            |                              |     |     |     |     | NP  |     |     |     |       |        |
| Pos. | Pilota                                       | Team                       | Vettura                      | MIS | MIS | IMO | IMO | MUG | MUG | MON | MON | Punti | Validi |

| Colore  | Risultato                               | Sigla   |
| ------- | --------------------------------------- | ------- |
| Oro     | Primo classificato                      | 1       |
| Argento | Secondo classificato                    | 2       |
| Bronzo  | Terzo classificato                      | 3       |
| Verde   | Classificato oltre il quarto posto      | Oltre 4 |
| Viola   | Non classificato                        | NC      |
| Viola   | Ritirato per problemi tecnici/meccanici | Rit     |
| Viola   | Ritirato per incidente                  | Inc     |
| Rosso   | Non qualificato                         | NQ      |
| Nero    | Squalificato                            | SQ      |
| Bianco  | Non partito                             | NP      |
| Bianco  | Escluso                                 | ES      |
| Bianco  | Solo prove                              | SP      |
| Bianco  | Gara annullata dopo le prove            | C       |
| Bianco  | Iscritto ma non partecipa               | NA      |

#### GT Cup 2ª Divisione Pro-Am
| Pos. | Pilota                       | Team               | Vettura                   | MIS | MIS | IMO | IMO | MUG | MUG | MON | MON | Punti | Validi |
| ---- | ---------------------------- | ------------------ | ------------------------- | --- | --- | --- | --- | --- | --- | --- | --- | ----- | ------ |
| 1    | Andrea Palma Massimo Navatta | Raptor Engineering | Porsche 911 GT3 Cup (992) | 16  | 14  | 23  | 13  | 6   |     |     |     | 78    | 78     |
| 2    | Eugenio Pisani Stefano Zerbi | SP Racing          | Porsche 911 GT3 Cup (992) | 18  | 17  | 9   | 19  | 11  |     |     |     | 70    | 70     |
| 3    | Rodriguez Van Den Hengel     |                    | Porsche 911 GT3 Cup (992) |     |     |     |     | 9   |     |     |     |       |        |
| Pos. | Pilota                       | Team               | Vettura                   | MIS | MIS | IMO | IMO | MUG | MUG | MON | MON | Punti | Validi |

#### GT Cup 2ª Divisione Am
| Pos. | Pilota                         | Team                  | Vettura                     | MIS | MIS | IMO | IMO | MUG | MUG | MON | MON | Punti | Validi |
| ---- | ------------------------------ | --------------------- | --------------------------- | --- | --- | --- | --- | --- | --- | --- | --- | ----- | ------ |
| 1    | Daniele Polverini Nicolò Liana | ZRS Motorsport        | Porsche 911 GT3 Cup (992)   | 11  | 13  | 13  | 4   | Rit |     |     |     | 84    | 84     |
| 2    | Fabio Fabiani Stefano Zanini   | SP Racing             | Porsche 911 GT3 Cup (991.2) | 22  | 18  | 16  | 17  | Rit |     |     |     | 57    | 57     |
| 3    | Max Abbati Alberto Grisi       | SP Racing             | Porsche 911 GT3 Cup (992)   | 25  | 22  | 21  | Rit | 10  |     |     |     | 33    | 33     |
|      | Ivan Jacoma                    | Centro Porsche Ticino | Porsche 911 GT3 Cup (992)   | 19  | 20  |     |     | 8   |     |     |     |       |        |
| 4    | Matej Knez                     | Centro Porsche Ticino | Porsche 911 GT3 Cup (992)   | 19  | 20  |     |     |     |     |     |     | 30    | 30     |
|      | Presezzi                       | Centro Porsche Ticino | Porsche 911 GT3 Cup (992)   |     |     |     |     | 8   |     |     |     |       |        |
| Pos. | Pilota                         | Team                  | Vettura                     | MIS | MIS | IMO | IMO | MUG | MUG | MON | MON | Punti | Validi |